# Campionato mondiale cadetti di scherma 1996
Il Campionato mondiale cadetti di scherma del 1996 ("1996 World Cadets Fencing Championships") è stato organizzato dalla Federazione internazionale della scherma e si è svolto a Tournai in Belgio dal 2 al 3 aprile.
Nel fioretto, si sono aggiudicati i titoli del campionato mondiale il coreano Hee Kyung Park, che ha battuto in finale l'italiano Stefano Barrera, e la tedesca Natascha Lotter che ha avuto la meglio sulla tedesca Isabell Hertlein.
Nella spada il russo Alexei Seline ha battuto in finale l'italiano Michele Partanni, ottenendo il titolo mondiale cadetti maschile, mentre tra le donne la magiara Petra Patocs ha superato la russa Tatiana Logunova.
Nella sciabola il bielorusso Alexandre Surimto prevale sul francese Fabrice Gazin.

## Podi

### Uomini
| Specialità  | Oro               | Argento          | Bronzo                           |
| Individuali |                   |                  |                                  |
| Fioretto    | Hee Kyung Park    | Stefano Barrera  | Bruno Ferrari Przemyslaw Fogt    |
| Spada       | Alexei Seline     | Michele Partanni | Andreas Brand Alexandru Nyisztor |
| Sciabola    | Alexandre Surimto | Fabrice Gazin    | Alessandro Cagnoni Mirko Sandona |

### Donne
| Specialità  | Oro             | Argento          | Bronzo                            |
| Individuali |                 |                  |                                   |
| Fioretto    | Natascha Lotter | Isabell Hertlein | Sylwia Gruchala Sarolta Nattan    |
| Spada       | Petra Patocs    | Tatiana Logunova | Ramona Cataleta Katarzyna Kroczyk |

## Medagliere
| Pos.   | Nazione       | Oro | Argento | Bronzo | Totale |
| ------ | ------------- | --- | ------- | ------ | ------ |
| 1      | Germania      | 1   | 1       | 1      | 3      |
| 2      | Russia        | 1   | 1       | 0      | 2      |
| 3      | Ungheria      | 1   | 0       | 1      | 2      |
| 4      | Corea del Sud | 1   | 0       | 0      | 1      |
| 4      | Bielorussia   | 1   | 0       | 0      | 1      |
| 6      | Italia        | 0   | 2       | 3      | 5      |
| 7      | Francia       | 0   | 1       | 1      | 2      |
| 8      | Polonia       | 0   | 0       | 3      | 3      |
| 9      | Romania       | 0   | 0       | 1      | 1      |
| Totale | Totale        | 5   | 5       | 10     | 20     |